# Jacques Bloch-Morhange
Jacques Bloch-Morhange, né le 31 janvier 1921 à Paris où il est mort le 15 août 1989, est un ancien résistant, éditeur, essayiste, économiste et journaliste français.

## Biographie
Officier des transmissions pendant la Seconde Guerre mondiale, Jacques Bloch-Morhange épouse Liliane Lacore le 23 décembre 1944(Extrait des registres des actes de l'Etat Civil de la Mairie de Limoges).
Entré dans la Résistance pendant l’Occupation, il rejoint le maquis Bernard charentais et participe aux combats des bords de la Vienne en juin-juillet 1944 puis à la libération de Limoges en août 1944, sous les ordres de Georges Guingouin, le « préfet du maquis » limousin.
Nommé directeur des transmissions de la XIIe région militaire, il participe ensuite, en avril 1945, à la progression de la première armée française en Allemagne sous les ordres du général Jean de Lattre de Tassigny, afin de détruire les transmissions allemandes.
À la Libération, il est détaché en mission temporaire comme représentant du ministre du Ravitaillement dans la région de Bordeaux, où Bourgès-Maunoury a été nommé commissaire de la République. Il est chargé de la répression du marché noir dans quatre départements. Alors qu'il est attaché au ministère du Ravitaillement, il rédige un rapport sur le trafic de la farine, des blés et des sucres.
Il mène à partir de 1947 une carrière d'écrivain, de journaliste et d'économiste. Il devient grand reporter à Paris-Presse, dirigé par Philippe Barrès, réalisant notamment un grand reportage au printemps 1947 intitulé S.O.S. Afrique du Nord, à la suite d'un séjour en Algérie, au Maroc et en Tunisie.
Après deux tentatives de créer un nouveau quotidien (Cavalcade et Don Quichotte), il fonde en 1950 une feuille d'informations confidentielle appelée Informations et Conjoncture, puis Affaires et Bourse en 1951, bulletins qui dureront quelque trois décennies. Il siègera également au comité de direction de l'agence Intermonde Presse (1959), puis fondera Relations et Conjoncture en 1967. À partir de 1952, il milite activement, avec certains gaullistes, pour empêcher la ratification par le Parlement de la C.E.D.(Communauté européenne de défense) prônant le réarmement allemand. Il militera également activement pour le retour du général de Gaulle au pouvoir en 1958.
Il devient membre de la section du plan et des investissements du Conseil économique et social en 1959, de la section de la conjoncture et du revenu national en 1964, puis Conseiller économique et social au titre des personnalités qualifiées dans le domaine économique et social (1969-1974). Il sera candidat de la Ve République aux élections législatives de mars 1967 dans la troisième circonscription de l'Eure.
Il est également chargé d'émissions à la Radiodiffusion-télévision française pendant une quinzaine d'années. À la suite de la parution de son livre La stratégie des fusées en 1958, il présentera d'abord une série de trois émissions sur ce thème à partir du 4 mars 1959. Puis à partir du 9 mars 1961, il présentera la page des sciences du Journal télévisé jusqu'en 1964.
En 1962, il présente à la télévision tous les quinze jours pendant une demi-heure Le Fond du problème, une émission consacrée aux grands problèmes de l'époque. Ensuite il traitera de divers problèmes de société de son choix dans le cadre de la série 1965-1970-1975, qui sera suivie de la série 1970-1975-1980.
Il fonde en 1983 la Ligue des contribuables (en), contre la politique fiscale de l'État.

## Prix
- 1982 : Prix Henri-Malherbe pour ses mémoires intitulés La grenouille et le scorpion - Mémoires d'un gaulliste non conformiste et obstiné (France-Empire).
- 1984 : Prix Renaissance de l'économie[4].

## Décorations
Chevalier de la Légion d’Honneur et de l’ordre national du Mérite, Croix de guerre 1939-1945 , Médaille de la Résistance. Membre du Special Forces Club de Londres.

## Publications principales
- Les Gangs de la famine, Paris, Éditions du Chardon, 1947 (OCLC 458574307)
- Avec Robert Wolf-Wolney, Les Chacals ne lâchent pas leur proie, (roman), Paris, Édition du Chardon, 1948 (OCLC 459118989)
- Les Fabricants de guerres : Espions allemands 1918-1950, Je sers, 1950 (OCLC 421853302)
- La stratégie des fusées, Paris, Plon, 1958 (OCLC 15588126)
- Les politiciens, Paris, Fayard, 1961 (OCLC 3314104)
- Fonder l'avenir : une dynamique sociale pour les Français, Paris, Fayard, 1962 (OCLC 14203887)
- Le Gaullisme, Paris, Plon, 1963 (OCLC 4562983)
- Vingt années d'histoire contemporaine, Paris, Plon, 1963 (OCLC 9077938)
- Réponse à de Gaulle, Paris, Plon, 1966 (OCLC 4563030)
- Propos sur l'essentiel, Paris, Informations et conjoncture, 1974 (OCLC 1660482)
- Rafales, Paris, Informations et conjoncture, 1975 (OCLC 4778764)
- Manifeste pour 12 millions de contribuables : un économiste accuse et propose, Paris, Plon, 1977, 83 p. (ISBN 978-2-259-00262-2, OCLC 3729842)
- La grenouille et le scorpion, Paris, France-Empire, 1982 (ISBN 978-2-7048-0031-5, OCLC 9896508)
- La révolte des contribuables : la fiscalité sous Mitterrand, Paris, Albatros, 1983 (OCLC 11399965)
- La fin du colbertisme : pour une stratégie économique, Paris, Editions Albatros, 1985 (OCLC 13795295).

## Filmographie
- 1951 : Rue des Saussaies (scénariste).